# Ali Pacha Moubarak
Pour les articles homonymes, voir Moubarak (homonymie).
Ali Pacha Moubarak (1823 ou 1824 - 14 novembre 1893, Le Caire) (en arabe : علي باشا مبارك) est un homme d'État, un écrivain et un mécène égyptien.

## Biographie
Ali Moubarak est né en Égypte en 1239 AH (soit 1823 ou 1824). Il fut ministre de l'Aménagement et ministre de l'Éducation durant la seconde moitié du XIXe siècle. Ayant reçu son éducation en France, Ali Mubarak est connu pour ses contributions dans la reconstruction des paysages du Caire et pour avoir fondé un système éducatif moderne en Égypte. Il fonde l'école de Dãr al-ulũm en 1872 dans laquelle il nomme le professeur de littérature Ḥusayn al-Marṣafỉ, grand érudit égyptien.
Son œuvre la plus célèbre, le al-Khitat al-Tawfiqiyya al-Jadida fournit une description détaillée, rue par rue, des principaux villages et villes d'Égypte.
Il contribua également à la fondation de la Bibliothèque nationale égyptienne vers 1870, qui est une des plus grandes et des plus anciennes bibliothèques d'État.
Il est également romancier, dans son livre ‘Alam ad-dîn (1882), pseudo-roman à vocation didactique, il relate le voyage de deux personnages, un Égyptien et un Britannique, à travers l’Égypte puis la France. Relevant de la tradition de la rihla autant que de la maqâma, il a pour but d’instruire le lecteur, et à cet effet regorge d’informations diverses. Il se distingue par l’introduction d’une structure narrative qui, quoique lâche, souligne le désir de divertir le lecteur. On peut noter que les relations entre les personnages ne sont pas conflictuelles, et bien au contraire insiste sur la nécessité de coopération entre Occident et Orient.